# Aschershain
Aschershain ist ein Ortsteil der sächsischen Kleinstadt Hartha im Landkreis Mittelsachsen.

## Geografie und Verkehrsanbindung
Der Ort liegt südlich des Kernortes Hartha. Südlich vom Ort fließt der Aschershainer Bach und nördlich der Richzenhainer Bach, ein Zufluss der Zschopau, die weiter östlich fließt. Die B 175 verläuft nördlich. 